# 2004 у футболі
Нижче наведені футбольні події 2004 року у всьому світі.

## Події
- Відбувся дванадцятий чемпіонат Європи, перемогу на якому здобула збірна Греції.
- Відбувся двадцять четвертий кубок африканських націй, перемогу на якому здобула збірна Тунісу.

## Засновані клуби
- Гагра (Грузія)
- Єлгава (Латвія)
- Зестафоні (Грузія)
- Мельбурн Вікторі (Австралія)
- Сідней (Австралія)
- Універсідад Сан-Мартін (Перу)
- Хазар-Ланкаран (Азербайджан)

## Національні чемпіони
- Англія: Арсенал (Лондон)
- Аргентина
  - Клаусура: Рівер Плейт
  - Апертура: Ньюелз Олд Бойз
- Бразилія: Сантус
- Данія: Копенгаген
- Італія: Мілан
- Іспанія: Валенсія
- Нідерланди: Аякс (Амстердам)
- Німеччина: Вердер
- Парагвай: Серро Портеньйо
- Португалія: Порту
- Україна: Динамо (Київ)
- Уругвай: Данубіо
- Франція: Олімпік (Ліон)
- Швеція: Мальме
- Шотландія: Селтік